# Naunahte végrendelete
Naunahte végrendelete ókori egyiptomi jogi dokumentum a XX. dinasztia korából. A végrendeletben a Szet Maat (ma Dejr el-Medina) településen élt Naunahte asszony a gyermekei közt osztja fel a vagyonát; akik gondoskodtak róla idős korában, azokra hagy valamit, akik nem törődtek vele, azokra viszont semmit.
A papiruszt, melyekre a végrendelet íródott, francia kutatók találták 1928 tavaszán, és először Jaroslav Černý elemezte. Ma az oxfordi Ashmolean Museumban található (P.Ashmolean 1945.97).

## A papiruszok
A főszöveg, Naunahte végrendelete két tekercsen maradt fenn, melyekről a kigöngyölés után derült ki, hogy egy papirusz volt, de kettévágták (valószínűleg helybeliek a modern korban, hogy nagyobb árat hozzon a műkincspiacon). A nyolc részből összeragasztott papirusz 43 cm magas – utóbbi az újbirodalmi papirusztekercsek standard mérete volt, melyet jogi és üzleti dokumentumokhoz használtak, szépirodalmi szövegeket általában feleekkorára írtak – és több mint 192 cm hosszú.
Tartalmilag a végrendelethez tartozik két kisebb papirusztöredék, melyeket 1928-ban találtak a Dejr el-Medina-i nekropoliszban, több más töredékekkel – levelekkel, illetve az Ani intelmei nevű irodalmi szöveggel – együtt. A 21×12 és 23,3×9 cm-es papiruszok mindkét oldalára írtak, és mindkettő újrahasznosított papirusz volt, rajta nyomokban látható egy korábbi írás. A két papirusz szövegét két különböző írnok írta, és mindkettőn Naunahte tulajdonának listája található, kisebb eltérésekkel.
Szintén idetartozik egy negyedik papirusz, melyet Sir Alan Gardiner vásárolt meg. Ez a 20/21×43 cm-es, szintén újrahasznosított papirusz Khaemnunnak egy adományozását rögzíti.

## Naunahte
Naunahte egy szabad jogállású nő volt, aki a Királyok völgyében dolgozó munkások falujában (mai nevén Dejr el-Medinában) élt. Apja neve nem ismert, anyja neve valószínűleg Henutsenu volt.
Kétszer ment férjhez, először Kenherkhopsef írnokhoz, aki körülbelül negyven évvel idősebb lehetett nála, és valószínűleg III. Ramszesz utolsó éveiben hunyt el. Gyermekük nem született, az asszony örökölte férje vagyonát annak halála után. Másodszor egy Khaemnun nevű munkáshoz ment feleségül, akitől négy fia (Maanahtef, Kenherkhopsef, Amonnaht és Noferhotep) és négy lánya (Uaszetnahte, Menatnahte, Henutsenu és Hatanebu) született, akiket felnevelt és ellátott mindennel, hogy önálló háztartást alapíthassanak. A már idősödő Naunahte közöttük osztotta fel vagyonát, annak függvényében, hogy mennyire bántak jól vele.
A végrendelet nem említi Naunahte második férjének, Khaemnunnak a nevét, minden bizonnyal azért, mert a településen a dokumentum írásának idejében egyébként is ismert volt kiléte; csak annyi nyilvánvaló a szövegből, hogy gyermekei nem a végrendeletben megnevezett férjtől, Kenherkhopseftől születtek. A második férj neve egy sztéléről ismert (BM 278-as sztélé), melyet fia, az első férjről elnevezett Kenherkhopsef állíttatott: a sztélé Kenherkhopsef neve mellett megemlíti apját, Khaemnunt, anyját, Naunahtét, feleségét, Tanofretet, fiait, Amonnahtot, Kaempiptahot, Nebszotét és Amenemhebet, és lányát, Naunahtét. (Egy thébai graffito egy további fiát, Ptahpeha'pit is említi.)
Naunahte nevének jelentése „győzedelmes Théba”. Az eredetileg várost jelentő niut (nỉwt) szó, mely az Újbirodalom idejére már csak Thébát jelentette, ebben az időben valószínűleg naunak hangzott; a naht (nḫt) szó nőnemű nahtet (nḫt.t) alakjának -t végződése lekopott. (Egyik lánya, Uaszetnahte neve azonos jelentésű; Théba eredeti neve Uaszet.)

## Jogi háttér
A házastársi vagyon ebben az időben kétharmad-egyharmad arányban oszlott meg a férj és a feleség közt; saját vagyonrészük felett mindketten szabadon rendelkezhettek, váláskor ennyit tarthattak meg belőle, halálukkor ennyit hagyhattak gyermekeikre. Gyermektelen házaspároknál előfordult, hogy a férj hivatalosan örökbe fogadta a feleségét, aki így a férj halála esetén saját egyharmada mellett jogosult lett a kétharmad vagyonra is, amit gyermekkel rendelkezőknél a gyermekek örököltek apjuk után.
Naunahte végrendeletével gyakran foglalkoznak azok, akik az egyiptomi jogi dokumentumokat, a nők jogi helyzetét vagy Dejr el-Medina mindennapi életét tanulmányozzák. Ben Haring példaként említi, mikor arról ír, hogy a papiruszt mint adathordozót egyre gyakrabban használták jogi és magánügyek feljegyzésére is.

## A szöveg
A végrendelet szövege V. Ramszesz 3. uralkodási évében, az áradás 4. hónapja 5. napján íródott (kb. i. e. 1142 október második felében). A kézírásból nyilvánvaló, hogy két különböző írnok dolgozott rajta, az elsőnek a neve a szövegben is szerepel – a királysír írnoka, Amonnaht –, a második pedig talán a végén felsorolt tanúk közt szereplő Horseri, szintén a királysír írnoka.
A dátum feljegyzése után Naunahte asszony (az eredeti szövegben itt álló „anh em niut” (ˁnḫ m nỉwt) szó szerinti jelentése: „a városban élő”; Dejr el-Medinában férjezett vagy özvegy szabad jogállású nőre vonatkozott, szemben a szolgálót jelentő „hemet” (ḥm.t) szóval) felsorolja a tanúkat – tizennégy helybéli férfit, nagyrészt munkásokat –, majd közli, hogy szabad jogállású (erre azért lehetett szükség, hogy látszódjon, jogában áll végrendelkezni). Ezután kijelenti, hogy felnevelte ezt a nyolc gyermeket, akik közül van, aki már nem törődik vele öregkorában, és van, aki igen, utóbbiak közt osztja szét vagyonát. Itt felsorolja öt gyermekét – Maanahtef, Kenherkhopsef és Amonnaht munkásokat, valamint Uaszetnahte és Menatnahte asszonyt –, akikre a vagyonát hagyja (az írnok szerencsétlen módon épp a létfontosságú „ne” szót felejti le az „örököljenek” elől, így technikailag Naunahte végakaratának ellentétét foglalta írásba). Kenherkhopsefre anyja egy értékesnek számító bronz mosdótálat is hagy azon felül, amit testvérei is kapnak, Menatnahténél viszont megjegyzi, hogy ne kapjon abból a zsírból és tönkéből (búza), melyből a másik négy igen. Ezt követően felsorolja azokat a gyermekeit, akiknek nem ad semmit: Noferhotep munkást, valamint Menatnahte, Henutsenu és Hatanebu asszonyokat. Kijelenti, hogy ami felett rendelkezik, az az apjától örökölt vagyona, az első férjétől örökölt ingó és ingatlan vagyona, valamint a második férjével közösen gyűjtött vagyonból a ráeső egyharmad, de nem vonja kétségbe a gyermekeinek azt a jogát, hogy apjuk vagyonából egyenlően részesüljenek.
Menatnahte az örökösök és a kitagadottak közt is szerepel, talán mert a többiektől eltérően ő a zsírból és tönkéből nem kapott. A szövegben említett kb. 18 liter búza és 0,45 liter zsír valószínűleg egyfajta havi ellátmány volt, melyet Naunahte négy gyermeke fizetett idős szüleik ellátására; Naunahte valószínűleg arról rendelkezett itt, hogy ami megmarad, azt az a négy gyermek kapja vissza, akik adták.
Egy következő bekezdésben említ egy üstöt, egy vésőt, egy csákányt és egy bronzvázát, amelyeket egy meg nem nevezett gyermekére hagy, azzal a kikötéssel, hogy más bronztárgyakból ne részesüljön – mivel ez közvetlenül az előző részt, a kitagadott gyermekek felsorolását illeti, és hímneműként utal a meg nem nevezettre, valószínű, hogy Noferhotep nevű fiáról van szó. Noferhotep valószínűleg egy semmirekellő vagy valamilyen okból munkaképtelen ember volt, akit anyjának kellett támogatnia, és azért kapta a tárgyakat, hogy élelmet vehessen rajtuk. Ilyen módon valójában csak két lány – Henutsenu és Hatnebu – az, aki semmit nem kap az örökségből; ez talán összefüggésben áll arról, amiről Hérodotosz tudósít, hogy a lányok kötelesek voltak idős szüleiket eltartani, míg a fiúk nem.
A végrendelethez készült egy utóirat a 4. évben (mivel nem nevezik meg az uralkodót, akinek a 4. évéről szó van, valószínű, hogy még mindig a korábban említett V. Ramszesz ült a trónon). Az utóirat szerint Khaemnun, a férj ebben az időpontban megjelent a testület előtt, hogy tanúk előtt kijelentse, hogy jóváhagyja Naunahte végrendeletét és nem fogja megtámadni. Elképzelhető, hogy Khaemnun egyszerű szegény munkásember volt, aki nem járult hozzá a család vagyonához annyival, mint az első, módosabb férjétől öröklő Naunahte.
A két kisebb papirusztöredéken, amit 1928-ban találtak, Naunahte tulajdontárgyainak listája áll, kisebb eltérésekkel ugyanaz a két papirusz tartalma. A durvább kézírású, rövidebb változat talán vázlata a másodiknak. Mindkettő az „Anyánk tulajdonának elosztása” szöveggel nyit, és utána sorolni kezdi, ki mit kapott: „Amonnahtnak adatott 1 malomkő; Uaszetnahténak adatott 1 malomkő”, stb. A listán számos olyan szó szerepel, amelyet nem sikerült megfejteni, a négy, aminek jelentése biztosan ismert: malomkő, mozsár, egyfajta szán (ezt a szót ezen a listán kívül csak egy kőfejtőben talált sztélén találták meg, ahol használtak ilyen szánokat, illetve egy másik listán), és egy gabonamérő edény. Több szó kizárólag ehhez hasonló felsorolásokban szerepel, kontextus nélkül, és olyan is van, ami kizárólag ebből a szövegből ismert; más szavakhoz való hasonlósága miatt feltételezhető, hogy egy esetben egy fonott ládából vagy ketrecből, egy esetben pedig zsámolyról van szó. A lista Naunahte halála után, a vagyon tényleges elosztásakor készülhetett. A fémtárgyakat leszámítva a hagyaték legtöbb darabja nem volt különösebben értékes. A lista első vázlatában Uaszetnahte neve helyett egy férfi, Nebnaht szerepel, aki a férje lehetett, és az osztozkodásnál jelen volt, de a végleges változatban a neve helyére a törvényes örökösé került.
A negyedik papirusz, Khaemnun papirusza csak egyik oldalán tartalmaz írást, és két különböző ember írta. Khaemnun hét tanú előtt jelenti ki, hogy egy 13 deben réz értékű mosdótálat adományoz Kenherkhopsefnek. Itt valószínűleg ugyanarról a bronz mosdótálról van szó, amit Naunahte a végrendeletében erre a fiára hagy; mivel itt Khaemnun tűnik az adományozónak, lehetséges, hogy az asszony először a férjének adta a tálat, de azzal a kikötéssel, hogy erre a fiukra hagyja. Kenherkhopsef cserébe 2 2/3 khar gabonát ad apjának, valószínűleg rendszeres juttatásként (ez a tál értékének kb. a fele volt).